# ジェームズ・アルフレッド・ルーズベルト

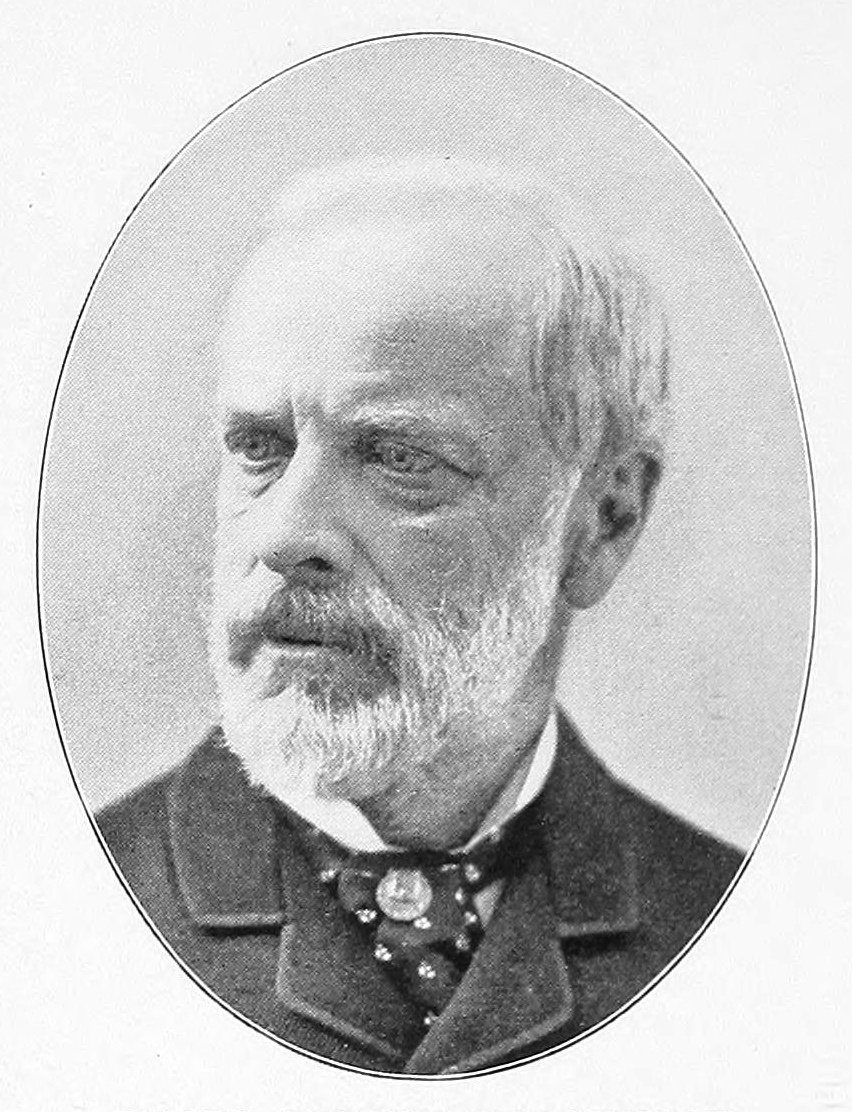
ジェームズ・アルフレッド・ルーズベルト

ジェームズ・アルフレッド・ルーズベルト（James Alfred Roosevelt, 1825年6月13日 - 1898年7月15日）は、アメリカ合衆国の商人、ルーズベルト家の一員で、後のアメリカ合衆国大統領セオドア・ルーズベルトの叔父。
20歳の時に父親のコーネリアス・ルーズベルトの商売を手伝い始め、そして成功した。1878年に、家業の厚板ガラス事業を放棄し、ルーズベルト・アンド・サンを設立した。多くの機関や人物とのつながりがあり、ケミカル・バンク・オブ・ニューヨークの副社長、ブロードウェイ・インプルーブメント・カンパニーの社長、貯蓄銀行の副社長、デラウェア・アンド・ハドソン・キャナル・カンパニーの経営者、 ニューヨーク生命保険の重役、 公園委員会のメンバー、 子ども虐待防止の社会評議会役員などと親交があった。遠縁の従兄弟ジェームズ・H・ルーズベルトによって設立されたルーズベルト・ホスピタルの社長を務めた。1847年12月22日にエリザベス・ノリス・エムレンと結婚し、エムレン・ルーズベルトなど4人の子供を儲けた。オイスター・ベイの自宅へ帰宅中に、ミネオラの近くで電車内で死去した。
息子アルフレッド・ルーズベルトの娘エルフリーダ・ルーズベルト は準男爵オーム・ビグランド・クラークと結婚した。